# 鸚鵡瓶子草
鹦鹉瓶子草为美国东南部特有的瓶子草属食虫植物。其种加词“psittacina”来源于希腊文“psittakos”，意为“鹦鹉”，指其叶片形状类似于鹦鹉。

## 形态特征
鹦鹉瓶子草捕虫瓶的形态是瓶子草属中最为特殊的。捕虫瓶为基部为管状，末端呈空心球状。球状末端靠近植株中心一侧具一个较小且唯一通往捕虫瓶内部的入口，且该孔洞向内凸起。捕虫瓶匐于地表，呈莲座状紧凑排列。捕虫瓶长10至25厘米，宽1至4厘米。翼宽2至20毫米，基部较窄，球状末端较宽。捕虫瓶大部分呈红绿色，并具有红色的网纹及白色的网隙。捕虫瓶管状部分的网隙拉长。
鹦鹉瓶子草不会产生不具食虫性的剑形叶。
鹦鹉瓶子草的花朵直径2至4厘米。花茎长25至45厘米。花瓣浑圆，长2至3厘米，暗红色或紫色。萼片略尖，颜色与花瓣相同。雌蕊伞状，红绿色。鹦鹉瓶子草花茎与叶片长度的比例也是瓶子草属中最大的。
由于其叶片常被周围低矮生长的植被遮盖，所以其花朵在原生地才是其存在的显著标志。

## 生态关系
鹦鹉瓶子草分布于佐治亚州东南部至佛罗里达走廊（Florida Panhandle），再西至路易斯安那州东南部。
鹦鹉瓶子草耐阴，可在0至50%的遮荫条件下正常生长，但植株颜色会更偏近于绿色。

## 食虫性
鹦鹉瓶子草的捕虫机制与眼镜蛇瓶子草相似。其瓶口窄小，昆虫因想要采集更多的花蜜而进入瓶内。但进入捕虫瓶后，昆虫就会被明亮的斑点所迷惑，误认为这些斑点是出口，最终困死于捕虫瓶内。此外，捕虫瓶内表面密布的下向毛会进一步迫使昆虫落入捕虫瓶底部具有蛋白酶的消化液中。
鹦鹉瓶子草常生长于池塘或小溪旁，其常会被淹没于水中。这使其可捕食水中的节肢动物、蝌蚪等动物。有相关栽培记录表明，鹦鹉瓶子草在长期沉水栽培的条件下依然可以生长，其新叶片也表现得更加倾向于直立。

## 相关物种
鹦鹉瓶子草很多方面都与眼镜蛇瓶子草（Darlingtonia californica）很相似，特别是在形态和捕虫方式方面。目前尚不清楚这两个物种的相似性是否代表着可能存在平行进化，也未有这两个属存在共同祖先的直接证据。
鹦鹉瓶子草与眼镜蛇瓶子草之间的区别在于，鹦鹉瓶子草白色网隙与眼镜蛇瓶子草透明窗结构的不同，以及两者叶片形成过程的不同。眼镜蛇瓶子草的叶片扭曲而鹦鹉瓶子草笔直。

## 种下类群
尚未有关于鹦鹉瓶子草变种的正式描述或分类，但至少存在两个变种。
- Sarracenia psittacina f. heterophylla J. & J.Ainsworth (1996) nom.nud.
- Sarracenia psittacina var. minor Hook. (1834)

## 扩展阅读
- 食虫植物照片搜寻引擎中鹦鹉瓶子草的照片（页面存档备份，存于）

 维基共享资源上的相關多媒體資源：鹦鹉瓶子草
 維基物種上的相關：鹦鹉瓶子草